# Lapák tuku
Lapák tuku neboli lapol je odlučovač tuku pro čištění odpadní vody z kuchyní a dalších provozů, kde dochází k produkci vody znečištěné tuky a oleji.

## Technický popis
Jedná se o zařízení osazené na kanalizaci, které odlučuje tuky a oleje (na hladině) a kaly (u dna) a tím zabraňuje usazování těchto látek v kanalizačním potrubí, a tím zabraňuje ucpávání kanalizace. Nejjednodušší lapák tuku je jímka s nornými stěnami, kde dojde k velkému snížení rychlosti proudění, ochlazení vody a tím k usazení kalů na dně a tuků a olejů na hladině.
Pro zvýšení účinnosti může být lapák vybaven flotátorem, který vytváří na hladině mastnou flotační pěnu, v níž se zachycují také zemulgované tuky a ostatní kaly.
Dalším přístrojem, který se může uplatnit v lapácích tuku, je mechanický odlučovač tuku. Ten pracuje na základě lepší přilnavosti mastnoty k pevnému povrchu než je přilnavost vody. Na rotující kotouč nebo obíhající pás či provazec se zachycuje mastnota, která je stírána mimo hladinu. Mechanický odlučovač je vhodný zejména pro sběr olejů.